# Vivendo Minha Vida
Vivendo Minha Vida (Living My Life) é a autobiografia da ativista libertária Emma Goldman escrita entre os anos de 1928 e 1930 na cidade de Saint-Tropez, litoral da França.
Goldman conseguiu recursos para escrever este livro graças ao apoio de admiradores e amigos, entre eles o jornalista H. L. Mencken, a poeta Edna St. Vincent Millay, o escritor Theodore Dreiser e a colecionadora de arte Peggy Guggenheim, que lhe doaram quatro mil dólares.
Alexander Berkman também ofereceu apoio crítico agudo, que Emma Goldman eventualmente incorporou com o ônus da tensão aumentada entre os dois.
Sua autora idealizou a obra Vivendo Minha Vida como um único livro a ser vendido por um valor que a classe trabalhadora pudesse pagar (ela esperava que não custasse mais que cinco dólares); no entanto, seu editor Alfred A. Knopf, lançou-o no formato de dois volumes a serem vendidos juntos por sete dólares e cinquenta centavos. Ainda que o aumento tenha sido pequeno, Goldman não deixaria de se aborrecer diante dele.
Em grande medida devido a Grande Depressão as vendas iniciais deste livro foram escassas. Por outro lado as resenhas críticas se deram geralmente em um tom entusiasmado; os periódicos New York Times, New Yorker, e Saturday Review of Literature, todos eles listaram-no como um dos livros de não-ficção mais importantes do ano.